# Cariboo Mountains
Die Cariboo Mountains sind die nördlichste Teilkette der Columbia Mountains, die sich über 245 km in Nord-Süd-Richtung und bis zu 90 km in Ost-West-Richtung westlich der Rocky Mountains in der kanadischen Provinz British Columbia hinziehen.

## Geographie
Die Cariboo Mountains werden nach Nordosten vom Rocky Mountain Trench, der hier vom Fraser River durchflossen wird, begrenzt; nach Westen gehen sie über das als Quesnel Highland bezeichnete Hügelland in das Cariboo Highland beziehungsweise in das Nechako Plateau rund um Prince George über. Das 7700 km² große Gelände findet durch das Tal des North Thompson River nach Osten und Süden seine Abgrenzung von dem Shuswap Highland.
Der höchste Berg der Cariboo Mountains – deren Gipfel meist nach Politikern der Provinz British Columbia benannt sind – ist der Mount Sir Wilfried Laurier mit einer Höhe von 3516 m westlich von Valemount.
Größere Ansiedlungen finden sich in den Cariboo Mountains nur am östlichen Rand entlang des in Nord-Süd-Richtung verlaufenden British Columbia Highway 5 sowie im nördlichen Bereich entlang des in Ost-West-Richtung verlaufenden British Columbia Highway 16, des Yellowhead Highways der hier die nördliche Route des Trans-Canada Highways ist.

## Gebirgszüge innerhalb der Gebirgskette
Die Cariboo Mountains werden unterteilt in:
- Mowdish Range
- Premier Range
- Wavy Range

## Schutzgebiete
Weite Gebiete der Cariboo Mountains stehen als Provincial Parks in British Columbia unter dem Schutz. Zu diesem Provinzparks gehören:
- Wells Gray Provincial Park
- Cariboo Mountains Provincial Park
- Bowron Lake Provincial Park
- West Twin Provincial Park
- Ptarmigan Creek Provincial Park
- Erg Mountain Provincial Park